# 相川亮一
相川 亮一（あいかわ りょういち、1946年 - 2011年）は、神奈川県出身のサッカー指導者。

## 人物
栄光学園高等学校出身で、独自のサッカー感を持ち、独学でサッカー理論を学ぶ。高校2年次の1963年から栄光サッカー部の指導を始め、大学3年次の1967年まで務めた。1965年に早稲田大学第一政治経済学部政治学科へ進学し、2年次の1966年には山手学院コーチとなり、卒業後の1971年まで務めた。1971年に日本サッカー協会主催第2回公認サッカー・コーチング・スクールを受講し、平木隆三（日本サッカー協会主任コーチ）に師事。1973年にテヘランで開催された国際サッカー連盟主催公認アジアコーチング・スクールを受講し、主任コーチのデットマール・クラマーに師事。神奈川国体選抜コーチ（1971年 - 1975年）も務め、1974年から当時は珍しい存在であったクラブチームの読売サッカークラブと契約し、ユースコーチに就任。その後はトップチームに昇格してアシスタントコーチ（1975年）→ヘッドコーチ（1976年 - 1977年）を経て、1978年からは監督に就任。コーチ時代の1977年にはJSL1部に昇格し、監督時代にはJSLカップ優勝（1979年）・天皇杯準優勝（1981年）に導く。ジョージ与那城、ラモス瑠偉らを率いて読売旋風を巻き起こしたが、1982年辞任。
その後は外資系医療器具メーカー勤務（1985年 - 1995年）の傍ら、主に高校生の指導者として活躍。全国高校サッカー選手権を目指し、桐蔭学園強化コーチ（1986年 - 1996年）、國學院久我山強化コーチ（1997年 - 1999年）、日本学園強化コーチ（2000年 - ）、栄光学園強化コーチ（2005年 - 2011年）、駿台学園総監督（2007年 - 2010年）など全国でも強豪の高校トップチームの強化指導に従事。駿台学園高校は就任僅か2年で史上初の関東大会東京予選優勝に導き、晩年はフットサル場開設支援およびサッカー指導者を派遣するスポーツ業務営業会社（株式会社アシスト）の経営にも参加していた。
2011年2月24日、読売サッカークラブを母体とした東京ヴェルディ公式サイトにて、心不全により死去したことが発表された。

## 指導歴
- 1974-1982年 読売サッカークラブ ※現在の東京ヴェルディ
  - 1974年 ユースコーチ
  - 1975年- トップチームコーチ
    - (1977年 日本サッカーリーグ1部昇格)

  - 1978年- トップチーム監督
- 1986年-1996年7月 桐蔭学園高校サッカー部
  - 1988年 (関東大会優勝）
1989年 (全国高校選手権出場)
1992年 (全国高校選手権出場)
1992年6月 (関東大会優勝)
- 1997年8月-1999年7月 國學院久我山高校強化コーチ
- 2000年1月 Fisco株式会社創設
- 2000年3月 杉並FC強化コーチ
- 2000年6月 日本学園高校サッカー部強化コーチ
- 2003年5月 LJフットサル・プラッア（厚木）建設
- 2007年 駿台学園サッカー部総監督
  - 2008年 (関東大会東京予選優勝、インターハイ予選ベスト4)